# Associazione Calcio Femminile Brescia Femminile 2009-2010
Questa voce raccoglie le informazioni riguardanti l'Associazione Calcio Femminile Brescia Femminile Associazione Sportiva Dilettantistica nelle competizioni ufficiali della stagione 2009-2010.

## Stagione
Nell'estate 2009 la società conferma Ilaria Rivola, l'allenatrice della storica promozione in Serie A, alla guida tecnica della squadra, rinforzando tutti i reparti con diverse giocatrici con esperienza nel massimo livello del campionato italiano femminile di calcio.
La stagione 2009-2010 si è aperta con la sconfitta di inizio ottobre patita per 2-1 sul campo del Mozzanica nella seconda sessione di Coppa Italia e che, su partita secca, la elimina dal torneo.
La stagione prosegue la settimana successiva con il Brescia iscritto al campionato di Serie A 2009-2010 che conclude al nono posto con 19 punti conquistati in 22 giornate, frutto di 5 vittorie, un pareggio e 16 sconfitte, e che le garantiscono la salvezza superando di un punto il Venezia 1984, all'ultimo posto utile per rimanere in Serie A. Alla sedicesima giornata avviene l'avvicendamento sulla panchina con il nuovo tecnico Alessandro Mondini che rileva Rivola per l'ultima parte della stagione.

## Divise e sponsor
La tenuta della squadra ripropone lo schema già utilizzato precedentemente simile nella grafica a quello adottato dal Brescia maschile, la prima con maglia a blu con una V bianca abbinata a calzoncini bianchi e calzettoni blu, la seconda a colori invertiti, con V blu sulla maglia bianca. Lo sponsor principale è Ostilio Mobili.
|  | 1ª divisa |  | 2ª divisa |

## Organigramma societario
Tratto dal sito Football.it 
Area amministrativa
- Presidente: Giuseppe Cesari
- Vice Presidente: Rosangela Visentin
- Segretario generale: Silvio Cavalleri
- Addetto stampa: Christian Peri
- Responsabile settore giovanile: Giuseppe Lussana

Area tecnica
- Allenatore: Ilaria Rivola (fino al 31 marzo 2010)
- Allenatore: Alessandro Mondini (dal 1º aprile 2010)
- Allenatore dei portieri: Giovanni Taiocchi
- Preparatore atletico: Luca Medolago
- Collaboratore tecnico: Alessandro Mondini
- Allenatore Primavera: Monica Gallo

Area sanitaria
- Masso-fisioterapista: Simone De Medici

## Rosa
Tratto dal sito Football.it.
| N. |                   | Ruolo | Calciatrice         |
| -- | ----------------- | ----- | ------------------- |
|    | Italia (bandiera) | P     | Clara Carminati     |
|    | Italia (bandiera) | P     | Francesca Cavagna   |
|    | Italia (bandiera) | P     | Marisa Gorno        |
|    | Italia (bandiera) | D     | Eleonora Bianchi    |
|    | Italia (bandiera) | D     | Claudia Ciarlo      |
|    | Italia (bandiera) | D     | Ilaria Franchin     |
|    | Italia (bandiera) | D     | Ilenia Madaschi     |
|    | Italia (bandiera) | D     | Valeria Oneda       |
|    | Italia (bandiera) | D     | Francesca Pietracci |
|    | Italia (bandiera) | D     | Stefania Zanoletti  |
|    | Italia (bandiera) | D     | Elisa Zizioli       |
|    | Italia (bandiera) | C     | Lisa Alborghetti    |
|    | Italia (bandiera) | C     | Ilaria Bresciani    |
|    | Italia (bandiera) | C     | Valentina Cernoia   |
|    | Italia (bandiera) | C     | Sara D'Alessio      |

| N. |                       | Ruolo | Calciatrice         |
| -- | --------------------- | ----- | ------------------- |
|    | Italia (bandiera)     | C     | Barbara Dapor       |
|    | Italia (bandiera)     | C     | Chiara Dedè         |
|    | Italia (bandiera)     | C     | Arianna Dudine      |
|    | Italia (bandiera)     | C     | Rosaria Farina      |
|    | Italia (bandiera)     | C     | Giulia Ferrandi     |
|    | Italia (bandiera)     | C     | Marcella Gozzi      |
|    | Italia (bandiera)     | C     | Roberta Miranda     |
|    | Italia (bandiera)     | C     | Karin Previtali     |
|    | Italia (bandiera)     | C     | Naila Ramera        |
|    | Italia (bandiera)     | C     | Francesca Valetto   |
|    | Italia (bandiera)     | A     | Deborah Cremaschini |
|    | Italia (bandiera)     | A     | Elisa Gaspari       |
|    | Italia (bandiera)     | A     | Susanna Manzoni     |
|    | Italia (bandiera)     | A     | Rajka Previtali     |
|    | Montenegro (bandiera) | A     | Marija Vukčević     |

## Calciomercato

### Sessione estiva
| Acquisti | Acquisti          | Acquisti                | Acquisti   |
| R.       | Nome              | da                      | Modalità   |
| -------- | ----------------- | ----------------------- | ---------- |
| P        | Marisa Gorno      | Riozzese                | definitivo |
| D        | Claudia Ciarlo    | Sezze                   | definitivo |
| D        | Ilaria Franchin   | Fiammamonza             | definitivo |
| C        | Chiara Dedè       | Fiammamonza             | definitivo |
| C        | Arianna Dudine    | Riozzese                | definitivo |
| C        | Rosaria Farina    | Mozzanica               | definitivo |
| C        | Francesca Valetto | Bardolino Verona        | definitivo |
| A        | Marija Vukčević   | Vis Francavilla Fontana | definitivo |

| Cessioni | Cessioni            | Cessioni        | Cessioni   |
| R.       | Nome                | a               | Modalità   |
| -------- | ------------------- | --------------- | ---------- |
| D        | Elisabetta Bonzanni |                 |            |
| D        | Samantha Ceroni     | Atalanta        | definitivo |
| D        | Mariangela Mondini  |                 |            |
| C        | Eva Tavelli         | Virtus Manerbio | definitivo |

### Sessione invernale
| Acquisti | Acquisti        | Acquisti          | Acquisti   |
| R.       | Nome            | da                | Modalità   |
| -------- | --------------- | ----------------- | ---------- |
| C        | Giulia Ferrandi | Atalanta          | definitivo |
| C        | Marcella Gozzi  | Frutta Più Verona | definitivo |

| Cessioni | Cessioni            | Cessioni        | Cessioni   |
| R.       | Nome                | a               | Modalità   |
| -------- | ------------------- | --------------- | ---------- |
| D        | Valeria Oneda       | Virtus Manerbio | definitivo |
| A        | Deborah Cremaschini | Virtus Manerbio | definitivo |

## Risultati

### Serie A

#### Girone di andata
| Arbitro: | Simone Serani (Monza) |

|  |           |             |
|  | Marcatori | 7’ Bittante |

| Arbitro: | Damiano Margani (Latina) |

|                               |           |  |
| Volpi 85’ Marchese 87’ (rig.) | Marcatori |  |

| Arbitro: | Marco Pelanda (Treviglio) |

|                                       |           |                  |
| Alborghetti 35’, 84’ Dapor 63’ (rig.) | Marcatori | 36’, 89’ Balconi |

| Arbitro: | Emanuele Battaia (Arco Riva) |

|                                                                 |           |  |
| Gabbiadini 12’, 17’ Toselli 36’ Parisi 54’ Boni 67’ Schiavi 92’ | Marcatori |  |

| Arbitro: | Massimo Verga (Bergamo) |

|  |           |                           |
|  | Marcatori | 25’, 50’ Parejo 80’ Baldi |

| Arbitro: | Federico Fossanova (Milano) |

|            |           |                           |
| Ramera 76’ | Marcatori | 19’ Camporese 48’ Brumana |

| Arbitro: | Federico Barbieri (Bra) |

|                           |           |                    |
| Carissimi 77’ Rosucci 83’ | Marcatori | 9’ (rig.) Vukčević |

| Arbitro: | Stefano Setti (Reggio nell'Emilia) |

|                               |           |                             |
| Alborghetti 50’ Zanoletti 57’ | Marcatori | 3’, 42’ Mangili 48’ Riboldi |

| Arbitro: | Fabio Maria Malandra (Avezzano) |

|                                  |           |                                    |
| Berarducci 34’, 80’ D'Ancona 43’ | Marcatori | 31’ Manzoni 77’ Ferrandi 81’ Gozzi |

| Arbitro: | Damiano Frosi (Treviglio) |

|               |           |  |
| Previtali 87’ | Marcatori |  |

| Arbitro: | Alessandro Accomando (Olbia) |

|                                                         |           |  |
| Fuselli 12’, 40’, 61’ Tona 63’ Iannella 70’ Manieri 86’ | Marcatori |  |

#### Girone di ritorno
| Arbitro: | Andrea Marangon (San Donà di Piave) |

|  |           |                         |
|  | Marcatori | 20’ Ferrandi 66’ Ramera |

| Arbitro: | Lorenzo Maggioni (Lecco) |

|             |           |                             |
| Manzoni 30’ | Marcatori | 58’ Bartoli 78’, 81’ Pasqui |

| Arbitro: | Armando Gentile (Lodi) |

|          |           |                          |
| Ricco 8’ | Marcatori | 82’ Miranda 85’ Vukčević |

| Arbitro: | Riccardo Campana (Seregno) |

|  |           |                                                   |
|  | Marcatori | 11’ Girelli 21’ Paliotti 32’ Gabbiadini 63’ Rocha |

| Arbitro: | Alessio Saccenti (Modena) |

|                                                                                         |           |                      |
| Vicchiarello 17’ (rig.) Sabatino 21’ (rig.), 58’ Parejo 29’, 67’, 80’ Neboli 59’ (rig.) | Marcatori | 64’ Dapor 89’ Ramera |

| Arbitro: | Fabrizio Marchetti (Tolmezzo) |

|                              |           |  |
| Bonetti 31’, 91’ Brumana 33’ | Marcatori |  |

| Arbitro: | Alberto Marchetti (Vicenza) |

|  |           |            |
|  | Marcatori | 14’ Sodini |

| Arbitro: | Armando Gentile (Lodi) |

|                             |           |  |
| Scarpellini 86’ Mangili 90’ | Marcatori |  |

| Arbitro: | Luigi Pezzi (Lodi) |

|                                          |           |  |
| Ferrandi 45’ Alborghetti 57’ Miranda 91’ | Marcatori |  |

| Arbitro: | Andrea Marangon (San Donà di Piave) |

|            |           |  |
| Cester 50’ | Marcatori |  |

| Arbitro: | Andrea Giuseppe Zanonato (Vicenza) |

|  |           |            |
|  | Marcatori | 60’ Panico |

### Coppa Italia

#### Seconda fase
| Mozzanica 3 ottobre 2009 | Mozzanica | 2 – 1 | Brescia | Stadio Comunale |

## Statistiche

### Statistiche di squadra
| Competizione | Punti | In casa | In casa | In casa | In casa | In casa | In casa | In trasferta | In trasferta | In trasferta | In trasferta | In trasferta | In trasferta | Totale | Totale | Totale | Totale | Totale | Totale | DR  |
| Competizione | Punti | G       | V       | N       | P       | Gf      | Gs      | G            | V            | N            | P            | Gf           | Gs           | G      | V      | N      | P      | Gf     | Gs     | DR  |
| ------------ | ----- | ------- | ------- | ------- | ------- | ------- | ------- | ------------ | ------------ | ------------ | ------------ | ------------ | ------------ | ------ | ------ | ------ | ------ | ------ | ------ | --- |
| Serie A      | 19    | 11      | 3       | 0       | 8       | 11      | 20      | 11           | 2            | 1            | 8            | 10           | 33           | 22     | 5      | 1      | 16     | 21     | 53     | -32 |
| Coppa Italia | -     | 0       | 0       | 0       | 0       | 0       | 0       | 1            | 0            | 0            | 1            | 1            | 2            | 1      | 0      | 0      | 1      | 1      | 2      | -1  |
| Totale       | -     | 11      | 3       | 0       | 8       | 11      | 20      | 12           | 2            | 1            | 9            | 11           | 35           | 23     | 5      | 1      | 17     | 22     | 55     | -33 |

### Statistiche delle giocatrici
| Giocatore      | Serie A  | Serie A | Serie A     | Serie A    | Coppa Italia | Coppa Italia | Coppa Italia | Coppa Italia | Totale   | Totale | Totale      | Totale     |
| Giocatore      | Presenze | Reti    | Ammonizioni | Espulsioni | Presenze     | Reti         | Ammonizioni  | Espulsioni   | Presenze | Reti   | Ammonizioni | Espulsioni |
| -------------- | -------- | ------- | ----------- | ---------- | ------------ | ------------ | ------------ | ------------ | -------- | ------ | ----------- | ---------- |
| L. Alborghetti | 20       | 4       | 0           | 0          | ?            | ?            | ?            | ?            | 20+      | 4+     | 0+          | 0+         |
| E. Bresciani   | 0        | 0       | 0           | 0          | ?            | ?            | ?            | ?            | 0+       | 0+     | 0+          | 0+         |
| I. Bianchi     | 0        | 0       | 0           | 0          | ?            | ?            | ?            | ?            | 0+       | 0+     | 0+          | 0+         |
| C. Carminati   | 3        | -6      | 0           | 0          | ?            | ?            | ?            | ?            | 3+       | -6+    | 0+          | 0+         |
| F. Cavagna     | 16       | -35     | 0           | 0          | ?            | ?            | ?            | ?            | 16+      | -35+   | 0+          | 0+         |
| V. Cernoia     | 12       | 0       | 0           | 0          | ?            | ?            | ?            | ?            | 12+      | 0+     | 0+          | 0+         |
| C. Ciarlo      | 16       | 0       | 1           | 0          | ?            | ?            | ?            | ?            | 16+      | 0+     | 1+          | 0+         |
| D. Cremaschini | 2        | 0       | 0           | 0          | ?            | ?            | ?            | ?            | 2+       | 0+     | 0+          | 0+         |
| S. D'Alessio   | 20       | 0       | 0           | 1          | ?            | ?            | ?            | ?            | 20+      | 0+     | 0+          | 1+         |
| B. Dapor       | 17       | 2       | 1           | 0          | ?            | ?            | ?            | ?            | 17+      | 2+     | 1+          | 0+         |
| C. Dedè        | 6        | 0       | 0           | 0          | ?            | ?            | ?            | ?            | 6+       | 0+     | 0+          | 0+         |
| A. Dudine      | 0        | 0       | 0           | 0          | ?            | ?            | ?            | ?            | 0+       | 0+     | 0+          | 0+         |
| R. Farina      | 3        | 0       | 0           | 0          | ?            | ?            | ?            | ?            | 3+       | 0+     | 0+          | 0+         |
| G. Ferrandi    | 16       | 3       | 1           | 0          | ?            | ?            | ?            | ?            | 16+      | 3+     | 1+          | 0+         |
| I. Franchin    | 13       | 0       | 0           | 0          | ?            | ?            | ?            | ?            | 13+      | 0+     | 0+          | 0+         |
| E. Gaspari     | 0        | 0       | 0           | 0          | ?            | ?            | ?            | ?            | 0+       | 0+     | 0+          | 0+         |
| M. Gorno       | 3        | -12     | 0           | 0          | ?            | ?            | ?            | ?            | 3+       | -12+   | 0+          | 0+         |
| M. Gozzi       | 11       | 1       | 2           | 0          | ?            | ?            | ?            | ?            | 11+      | 1+     | 2+          | 0+         |
| I. Madaschi    | 0        | 0       | 0           | 0          | ?            | ?            | ?            | ?            | 0+       | 0+     | 0+          | 0+         |
| S. Manzoni     | 19       | 2       | 1           | 0          | ?            | ?            | ?            | ?            | 19+      | 2+     | 1+          | 0+         |
| R. Miranda     | 14       | 2       | 0           | 0          | ?            | ?            | ?            | ?            | 14+      | 2+     | 0+          | 0+         |
| V. Oneda       | 0        | 0       | 0           | 0          | ?            | ?            | ?            | ?            | 0+       | 0+     | 0+          | 0+         |
| F. Pietracci   | 1        | 0       | 0           | 0          | ?            | ?            | ?            | ?            | 1+       | 0+     | 0+          | 0+         |
| K. Previtali   | 5        | 0       | 0           | 0          | ?            | ?            | ?            | ?            | 5+       | 0+     | 0+          | 0+         |
| R. Previtali   | 21       | 1       | 0           | 0          | ?            | ?            | ?            | ?            | 21+      | 1+     | 0+          | 0+         |
| N. Ramera      | 17       | 3       | 0           | 0          | ?            | ?            | ?            | ?            | 17+      | 3+     | 0+          | 0+         |
| F. Valetto     | 15       | 0       | 3           | 0          | ?            | ?            | ?            | ?            | 15+      | 0+     | 3+          | 0+         |
| M. Vukčević    | 17       | 2       | 1           | 0          | ?            | ?            | ?            | ?            | 17+      | 2+     | 1+          | 0+         |
| S. Zanoletti   | 22       | 1       | 2           | 0          | ?            | ?            | ?            | ?            | 22+      | 1+     | 2+          | 0+         |
| E. Zizioli     | 17       | 0       | 4           | 1          | ?            | ?            | ?            | ?            | 17+      | 0+     | 4+          | 1+         |